# Song Min-kyu (cầu thủ bóng đá)
Song Min-kyu (tiếng Hàn Quốc: 송민규; Hán-Việt: Tống Mẫn Khuê; sinh ngày 12 tháng 9 năm 1999) là một cầu thủ bóng đá người Hàn Quốc hiện thi đấu ở vị trí tiền đạo cho Jeonbuk Hyundai Motors và đội tuyển quốc gia Hàn Quốc.

#### Bàn thắng quốc tế
Bàn thăng và kết quả của Hàn Quốc được để trước.
| #  | Ngày                 | Địa điểm                                  | Đối thủ | Bàn thắng | Kết quả | Giải đấu |
| -- | -------------------- | ----------------------------------------- | ------- | --------- | ------- | -------- |
| 1. | 11 tháng 11 năm 2022 | Sân vận động Hwaseong, Hwaseong, Hàn Quốc | Iceland | 1–0       | 1–0     | Giao hữu |

## Danh hiệu
Jeonbuk Hyundai Motors
- K League 1: Vô địch mùa giải 2021
- Korean FA Cup: Vô địch mùa giải 2022

Cá nhân
- Cầu thủ kiến tạo hàng đầu R League: 2018[3]
- Cầu thủ trẻ xuất sắc nhất năm K League: 2020